# Holešovice

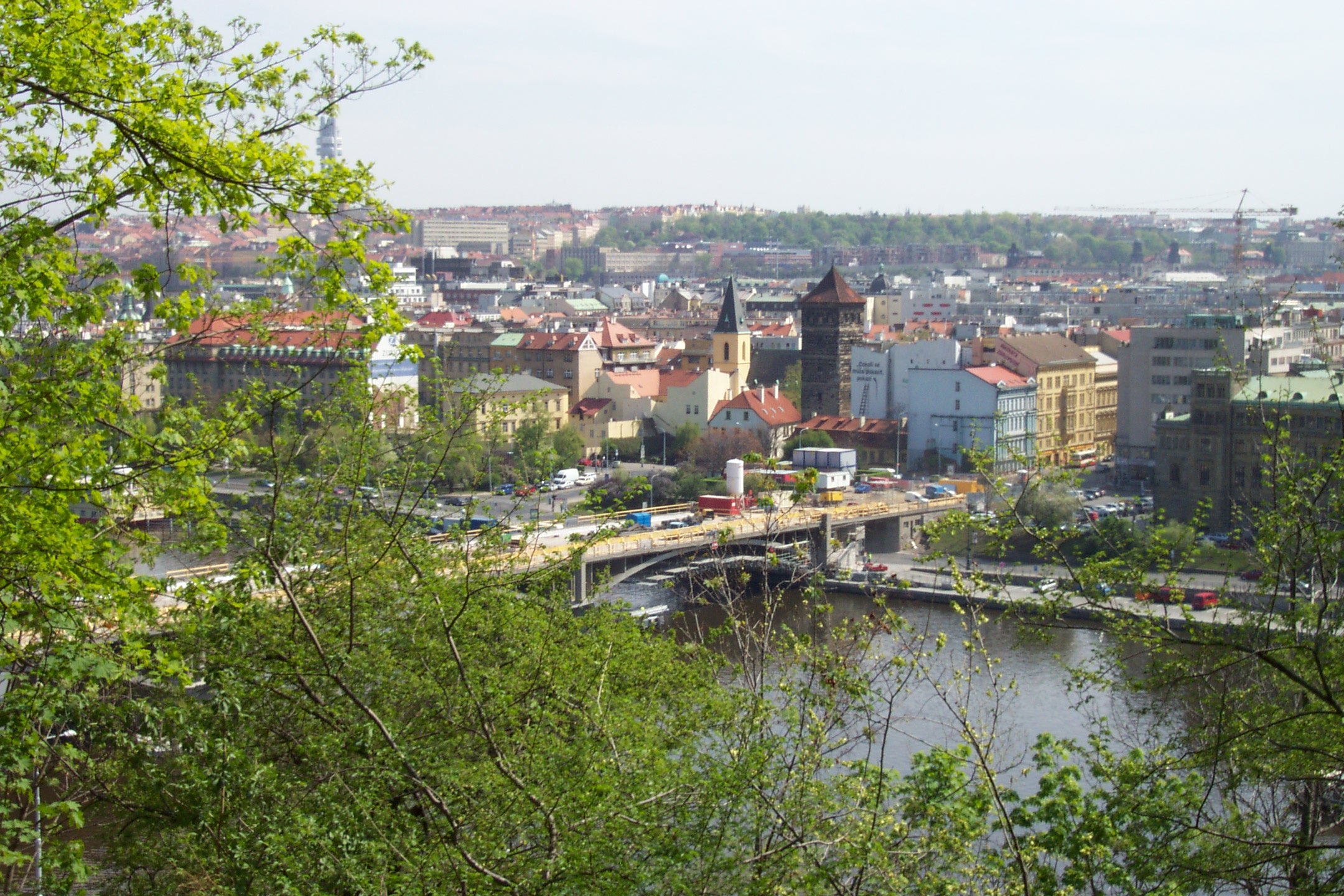
Zicht op Holešovice

Holešovice is een wijk van de Tsjechische hoofdstad Praag. Het grootste deel van de wijk hoort bij het gemeentelijk district Praag 7, een klein deel hoort bij Praag 1. Holešovice is een van de oudste industriewijken van de stad. Tegenwoordig heeft de wijk 35.111 inwoners (2006).
De bekendste kerk van de wijk is de Sint-Antoniuskerk aan het Strossmayerplein.